# Rupert Evans
Rupert Evans, född 30 mars 1977 i Staffordshire, är en brittisk skådespelare.

## Filmografi
- 2009 – Agora
- 2004 – Hellboy